# Ángel Oliveras Guart
Ángel Oliveras Guart (Barcelona, 9 de agosto de 1900-Madrid, 9 de abril de 1990) fue un pintor paisajista español. Estudió en la escuela Superior de Bellas Artes de Madrid, siendo discípulo de Sorolla, Muñoz Degrain y Romero de Torres. Viajó a París donde fue alumno de Jules Adler. Participó en numerosas exposiciones colectivas y certámenes artísticos celebrados en París, Barcelona, Madrid y  Burdeos. 
Fue nombrado académico de la Real Academia de Bellas Artes y Ciencias Históricas de Toledo en 1927. Esta Real Academia conserva y expone una obra suya.

## Reseña biográfica
Ángel Oliveras Guart nació en Barcelona un 9 de agosto de 1900. Por traslado de su familia a Madrid, cursó sus estudios de Bellas Artes en la Real Academia de Bellas Artes de San Fernando, donde pudo recibir lecciones de maestros como Sorolla, Eliseo Meifrén, Muñoz Degrain, Romero de Torres y otros. Aquí fue nombrado académico correspondiente años después. 
Desde su juventud tuvo la influencia de Santiago Rusiñol, amigo de la familia, quién advirtió sus aptitudes y le aconsejó se dedicase a la pintura.
Terminados sus estudios, marchó a París, donde, durante varios años, expuso su trabajo en distintas galerías de arte.
Viajó por Europa, donde fue discípulo de renombrados pintores. 
En la Exposición Internacional celebrada en Barcelona el 5 de diciembre de 1929, sus obras fueron distinguidas con la medalla de oro.

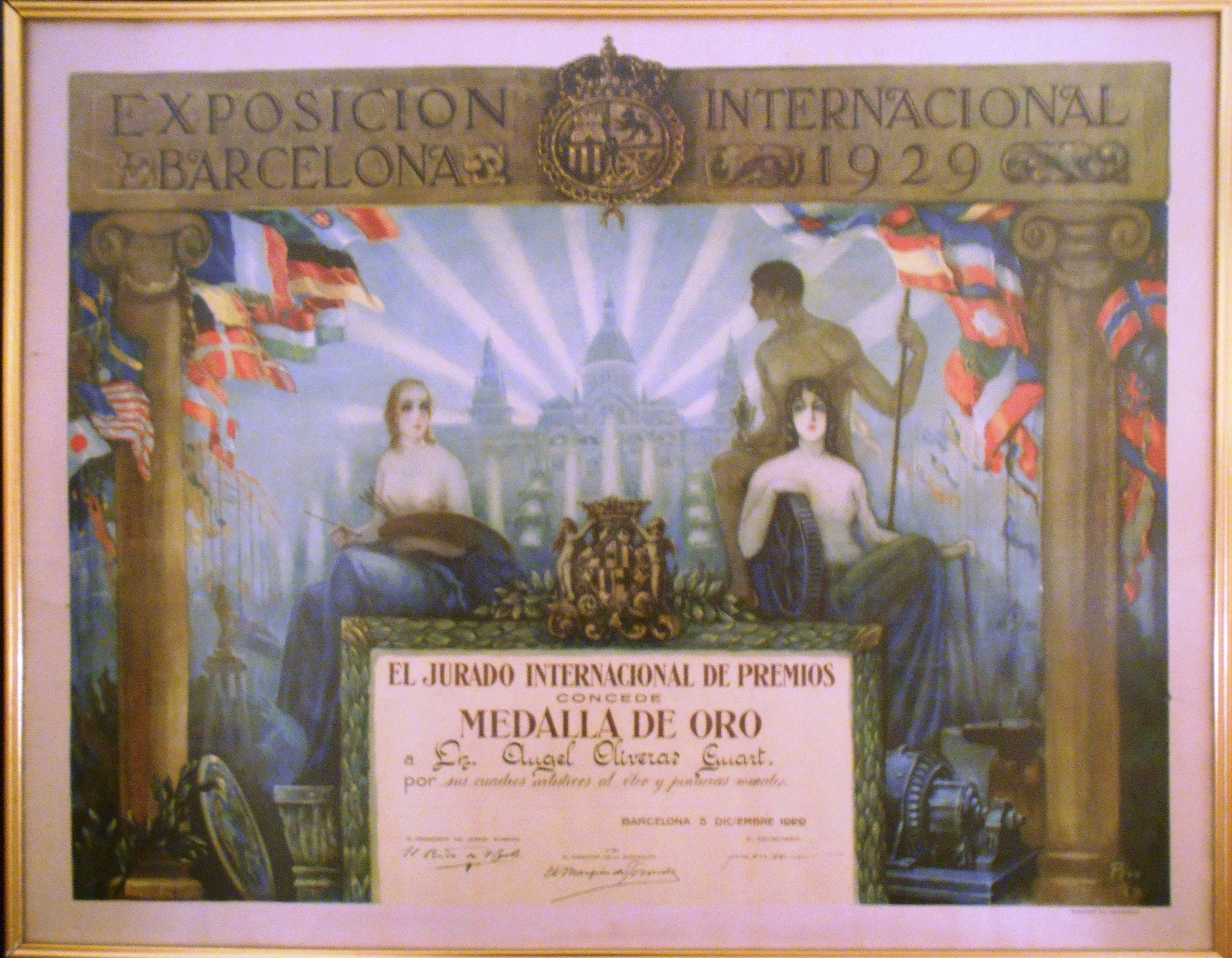

En años sucesivos simultaneó exposiciones en Barcelona, París y Toledo, así como su dirección de la Escuela de Artes y Oficios de esta última.

## Estilo
"En sus cuadros, la pintura se esfuerza por aproximarse lo más posible a la naturaleza. Fiel a los lugares de la perspectiva y de la transparencia atmosférica, él persigue su objetivo sin preocuparse de la moda, estimando con justa razón que el arte es extranjero a las fluctuaciones del gusto, que es eterna y no debe sufrir de otra alteración dictada por la sinceridad personal de cada uno.
La obra de Ángel Oliveras Guart está muy influenciada e imprime en su producción un acento individual característico.
Los numerosos documentos de la naturaleza francesa le inspiraron, así como las notas originarias de Toledo, Sevilla y Aranjuez en una exposición privada en la galería Lorenceau".Revue deu vrai et beau nº 78, Febrero de 1926

## Evolución artística
Principalmente su carrera se desarrolló en París y Barcelona. 
La capital francesa y sus alrededores influenciaron su obra; se puede notar la numerosa producción que toma como modelo distintos lugares de la capital del Sena. Allí pudo darse a conocer mediante numerosas exposiciones en galerías de arte como Laurenceau, Velasques, Barreiro, Galleries J.Allard, entre otras. A las cuales acudían notables personalidades, tanto políticas como culturales de un lado y otro de los Pirineos.
En Barcelona, también expuso su obra en galerías como Areñas y La Pinacoteca. 
Allí fue reconocido su trabajo y saber hacer en ferias como la Exposición Internacional de 1929.

## Obras
- Datos: Q22919995
- Multimedia: Ángel Oliveras Guart / Q22919995